# Білин-Волинський
Бі́лин-Воли́нський — пасажирський залізничний зупинний пункт Рівненської дирекції Львівської залізниці.
Розташований за кількасот метрів від села Білин, Ковельський район, Волинської області на лінії Сарни — Ковель між станціями Ковель (9 км) та Повурськ (24 км).
Станом на 2025 рік, щодня одна пара приміського поїзда прямує за напрямком Ковель-Пасажирський — Сарни.